# Центральна районна бібліотека «Голосіївська»
Центральна районна бібліотека «Голосіївська» є складовою єдиної Централізованої бібліотечної системи Голосіївського району м. Києва.

## Адреси

Відділ обслуговування (вул. Маричанська, буд. 9)

Бібліотека знаходиться за адресою: м. Київ, вул. Юлії Здановської, 24. Відділ обслуговування розташований за адресою вул. Маричанська, буд. 9.

## Опис
Площа приміщення бібліотеки — 600 м², книжковий фонд — 48,5 тис. примірників. Щорічно обслуговує 4,9 тис. користувачів, кількість відвідувань за рік — 29,0 тис., книговидач — 103,0 тис. примірників.
До послуг користувачів: електронна база даних з питань краєзнавства; можливість користуватися єдиним фондом системи та фондами інших бібліотек міста по МБА; оперативне інформування про адміністративні та соціальні служби району, навчальні та культурноосвітні заклади, органи правового захисту населення;  доступ до світових інформаційних ресурсів через мережу Інтернет.

## Історія
Бібліотека розпочала свою діяльність у 1929 році в приміщенні школи № 41. Під час Другої світової війни бібліотекарям удалося зберегти частину книжкового фонду, ховаючи його в склепах Байкового кладовища і відразу, після визволення Києва, у 1944 році знову відкрити двері для читачів.
У 1952 році завідувачкою бібліотеки була призначена Кривцунова Тетяна Макарівна, яка очолювала бібліотеку 25 років. У 1957 році бібліотека переїхала до нового просторого приміщення.
У 1975 році відбулася централізація міських бібліотек. Бібліотека ім. М. О. Некрасова стала Центральною районною бібліотекою Московського району м. Києва. На посаду директора ЦБС була призначена Палієнко Лідія Миколаївна. На базі бібліотеки проводились заняття курсів підвищення кваліфікації бібліотекарів України. У 1981 році директором ЦБС стала Марічева Лідія Петрівна. З 1987 року ЦБС Московського району м. Києва очолює Станіславчук Галина Петрівна (Рішенням Київської міської ради від 29.11.2001 № 126/1560 Московський район м. Києва було переіменовано на Голосіївський район м. Києва).
У 2004 році створено та відкрито Інтернет-центр для безкоштовного доступу користувачів бібліотеки до інтернету.
9 листопада 2023 року Київрада перейменувала бібліотеку на честь українського композитора Ігоря Шамо, автора музики гімну Києва. Причиною перейменування була кампанія деколонізації, що активізувалася після початку широкомасштабного воєнного вторгнення Росії в Україну.
За совєцької окупації, та тривалий час по її завершенні, бібліотека носила ім'я російського письменника Миколи Некрасова. 9 листопада 2023 року Київрада перейменувала бібліотеку у «Голосіївську». Причиною перейменування була кампанія деколонізації, що активізувалася після початку широкомасштабного воєнного вторгнення Росії в Україну.

## Організація
|  | Мережу Централізованої бібліотечної системи Голосіївського району м. Києва складають 14 публічних бібліотек, з них: 7 - для дорослого населення, 2 - сімейного читання та 5 - для дітей. Усі бібліотеки відкриті і доступні для широкого кола користувачів. Наші інформаційні ресурси безкоштовні — це 354 тисячі популярних друкованих видань; періодика; інформаційні матеріали на електронних носіях; широкий доступ до всесвітньої мережі Інтернет. Бібліотечні послуги виконують фаховіі, доброзичливі та уважні працівники, які пропонують свої знання та допомогу, надають кваліфіковані консультації, вміють грамотно відповісти на всі ваші питання. Наші бібліотеки — місця для змістовного і цікавого проведення дозвілля дітей, молоді, дорослих мешканців нашого району, а також для реалізації їх творчості і талантів. |

## Послуги
- обслуговування в читальній залі;
- доступ до інформаційних ресурсів через мережу Інтернет;
- доступ до електронного каталогу;
- консультативна допомога бібліографа;
- тематичні бібліографічні ресурси з актуальних питань;
- віртуальні презентації;
- творчі акції, зустрічі з цікавими людьми;
- дні інформації, презентації, бібліографічні огляди тощо.

## Значення
Щороку ЦБС Голосіївського району м. Києва обслуговує 51 тис. читачів. Кожен 5-й мешканець району безкоштовно користується послугами бібліотек, зокрема це діти, юнацтво, студенти, пенсіонери.

## Галерея

Інтернет-центр
Інтернет-центр
Інтернет-центр
Зустрічі з письменниками в бібліотеці
Мультимедійні презентації

## Відео
|  |  |  |  |